# Aeroportul Kasaba Bay
Aeroportul Kasaba Bay (IATA: ZKB, ICAO: FLKY) este un aeroport din Nsumbu National Park⁠(d), Zambia.
Situat la o altitudine de 847 m, aeroportul dispune de o singură pistă.